# Deseo de una mañana de verano
Blow-Up o Blowup (Deseo de una mañana de verano en algunos países hispanoparlantes) es una película de misterio y suspense psicológico de 1966 dirigida por Michelangelo Antonioni y protagonizada por David Hemmings. Fue producida por Carlo Ponti, quien contrató a Antonioni para hacer un total de tres películas para la Metro-Goldwyn-Mayer; las otras dos fueron Zabriskie Point y El reportero, mientras que Blow-Up fue la primera película del realizador rodada enteramente en idioma inglés.
La película también cuenta con las actuaciones de Vanessa Redgrave, Sarah Miles, Peter Bowles y la modelo Veruschka. El guion fue escrito por el propio Antonioni, en colaboración con Tonino Guerra, y apoyándose en la traducción al inglés del dramaturgo Edward Bond.
La historia está basada en el relato de Julio Cortázar Las babas del diablo, aparecido en el libro Las armas secretas, el cual a su vez fue inspirado por un relato del fotógrafo Sergio Larraín. Cortázar aparece como cameo en una de las fotografías mostradas en la película. En el relato de Cortázar, la pequeña historia y su significado es completamente distinto del que aparece en la película de Antonioni. Posteriormente al estreno de Blow-Up, el director confesó que necesitaría otra película para explicar su significado. El personaje principal está inspirado en un fotógrafo real, David Bailey.
La música fue compuesta por Herbie Hancock, aunque Antonioni no la utiliza como música incidental, sino como música ambiental (escuchada solamente en reproductores/grabadores que usan los personajes del film). También aparecen en la película The Yardbirds (con Jimmy Page y Jeff Beck) interpretando el tema Stroll On, la crónica de la vida del fotógrafo David Bailey, durante el llamado Swinging London.
El título en inglés Blow Up significa "explotar" (o la explosión de un elemento, como una burbuja, por ejemplo), aunque se entiende en la jerga fotográfica como una gran ampliación durante el revelado de una foto.
El film fue premiado en 1966 con la Palma de Oro del Festival de Cine de Cannes.

## Sinopsis
Thomas es un reconocido fotógrafo de moda de Londres, que realiza por encargo una serie de fotografías que reflejan diversas situaciones cotidianas para ilustrar libros, desde una mirada y óptica tan peculiar como íntima. Una mañana, mientras se encuentra recorriendo un parque y tomando diversas fotos a los paisajes de la zona, comienza a fotografiar a una pareja que casualmente estaba conversando en ese lugar. La mujer, sobresaltada, le pide que le devuelva las fotos e incluso le ofrece dinero por ellas, propuesta a la cual Thomas se niega.
Finalmente, y ante un juego de seducción llevado a cabo por la mujer en la propia casa de Thomas, este accede. Sin embargo, al quedarse con un rollo de la cinta, ve algo en las fotos que le llama la atención. Al ampliar la fotografía en grandes cuadros, descubrirá que la acción y la circunstancia de la pareja en ese parque no fueron tan casuales como en su momento parecía.

## Interpretaciones
Alrededor del significado de este relato, han surgido muchas incógnitas. Por ello, existen diversas hipótesis que ofrecen diferentes explicaciones o perspectivas según las cuales entender la película. Las mostradas a continuación son las que con más fuerza han sonado. 

### Interpretación principal
El filme trata sobre un fotógrafo al que le ocurre que, tras tomar unas fotos en un parque, una chica a la cual ha fotografiado le exige esas fotografías. Él se niega y revela las fotos, y al hacerlo se da cuenta de que ha captado un asesinato, en el que parece que la mujer está implicada y entre unos matorrales se encuentra el asesino. 
El protagonista vuelve al parque para verificar sus sospechas y se encuentra un cadáver. Cuando regresa a su estudio de fotografía, descubre que le han robado las fotos, únicas pruebas del homicidio. Al volver por segunda vez al lugar del crimen, el cadáver ha desaparecido también.

### Interpretación ilógica
El filme trata sobre un fotógrafo que va a tomar unas fotos a un parque, cuando una chica a la cual ha fotografiado le exige dichas fotografías. Él se niega y va a su estudio a revelar las fotos. Ella lo persigue y empieza a comportarse de manera extraña. Partimos de que el trato del fotógrafo hacia las mujeres es agresivo y posesivo desde el comienzo del relato.
En cuanto al asesinato, cabe destacar que el cuerpo de la víctima está tendido en un césped verde, algo poco creíble por el tiempo que ha pasado y porque la manera en que la mujer roba las fotografías al fotógrafo es inverosímil (¿Cómo entraron en la casa?). 
Por lo tanto, la única interpretación que daría lógica a la película sería que la mujer del parque es una deidad femenina cuyo objetivo es castigar al protagonista por su trato al género opuesto. Así, todo lo que va pasando son trampas puestas al protagonista para confundirlo y enloquecerlo.

### Interpretación intermedia
Esta interpretación es, como su nombre indica, un punto intermedio entre las dos anteriores. Nos preguntamos ¿por qué sigue el cadáver en el lugar del crimen?, ¿dónde está la sangre? o ¿por qué el protagonista no escucha el disparo?.
Entendemos que el protagonista no está contento con su vida y que el cansancio agrava esta sensación. Su deseo de huir de la realidad se cristaliza en un asesinato; uno que sólo existe en su  mente. La mujer posiblemente sólo intente recuperar las fotos porque es infiel a su marido y trata de ocultar las pruebas de la infidelidad.
Esta hipótesis se corrobora en el final del relato, con la aparición de unos mimos que refuerzan la idea de una metáfora: "todo el tiempo ha estado buscando una ilusión".

### Interpretación extrema
Esta idea se basa en una idea extrema del cansancio del autor, que lo llevaría a imaginarse el escenario por completo, desde la mujer hasta el cadáver que ve. De este modo, estaría sacando fotos a un parque vacío. Al igual que la interpretación intermedia, la paranoia se refuerza con la presencia de los mimos.

## Datos
- Contiene el primer desnudo frontal integral femenino en la historia del cine británico.
- Uno de los vagabundos que aparecen en el álbum del fotógrafo es Julio Cortázar, creador de la historia original en la que se basa la película.
- La cámara empleada por el protagonista es una Nikon F., que salió en 1959 y que, gracias a esta película, se hizo conocida entre profesionales y principiantes de la fotografía.
- A Antonioni no le gustaba el color del césped, así que hizo que lo pintaran para que concordase con el conjunto cromático de la película. Llegaría a pintar árboles, calles e incluso casas para reflejar la realidad que él quería.

## Reparto
- David Hemmings: Thomas.
- Vanessa Redgrave: Jane.
- Sarah Miles: Patricia.
- John Castle: Bill.
- Jane Birkin: la rubia.
- Gillian Hills: la chica.
- Peter Bowles: Ron.
- Veruschka von Lehndorff: ella misma.

## Premios
Premios Oscar
| Año  | Categoría            | Persona                                          | Resultado  |
| ---- | -------------------- | ------------------------------------------------ | ---------- |
| 1966 | Mejor director       | Michelangelo Antonioni                           | Candidato  |
| 1966 | Mejor guion original | Michelangelo Antonioni Tonino Guerra Edward Bond | Candidatos |

Globo de Oro
| Año  | Categoría                                  | Persona                                    | Resultado |
| ---- | ------------------------------------------ | ------------------------------------------ | --------- |
| 1966 | Mejor película extranjera de habla inglesa | Mejor película extranjera de habla inglesa | Candidata |

Premios BAFTA
| Año  | Categoría                            | Persona                  | Resultado |
| ---- | ------------------------------------ | ------------------------ | --------- |
| 1966 | Mejor película británica             | Mejor película británica | Candidata |
| 1966 | Mejor fotografía (en color)          | Carlo Di Palma           | Candidato |
| 1966 | Mejor dirección artística (en color) | Assheton Gorton          | Candidato |

Festival de Cine de Cannes
| Año  | Categoría                        | Persona                          | Resultado |
| ---- | -------------------------------- | -------------------------------- | --------- |
| 1966 | Palma de Oro a la mejor película | Palma de Oro a la mejor película | Ganadora  |

## Literatura
- Brigitte Tast, Hans-Jürgen Tast: light room - dark room. Antonionis "Blow-Up" und der Traumjob Fotograf, Kulleraugen Vis.Komm. Nr. 44,  Schellerten 2014, ISBN 978-3-88842-044-3